# Ovozomus lunatus
Espèce
Synonymes
- Schizomus lunatus Gravely, 1911
- Schizomus similis Hirst, 1913
- Ovozomus similis (Hirst, 1913)
- Schizomus remyi Lawrence, 1969

Ovozomus lunatus est une espèce de schizomides de la famille des Hubbardiidae.

## Distribution
Cette espèce se rencontre aux Seychelles, à La Réunion, à Mayotte, en Inde, en Australie et aux îles Cook,.

## Publication originale
- Gravely, 1911 : Notes on Pedipalpi in the collection of the Indian Museum. I–New Pedipalpi from Calcutta. Records of the Indian Museum, vol. 6, p. 33-36.